# Playa del Peñón Blanco
Playa del Peñón Blanco är en strand i Spanien.   Den ligger i provinsen Provincia de Almería och regionen Andalusien, i den södra delen av landet, 400 km söder om huvudstaden Madrid.